# 羽地仕置
羽地仕置（はねじしおき）は、琉球王国において、羽地朝秀の摂政時代（1666年 - 1673年）に発給された布達を集成したもの。
成立の経緯は明確ではないが、評定所などの役所の廻文・例寄に綴じ込まれ政務の参考資料とされていた当時の布達が、王府時代に編纂されたものと推測されている。
羽地の布達は後に、王国の令達（政令）として首里王府の政務の根本方針となった。

## 概要
羽地朝秀は琉球侵攻後の琉球王国において、若く薩摩藩に留学し学問を修め、王命により『中山世鑑』を編纂し、摂政として政治改革（羽地朝秀の改革）を断行した人物である。
東恩納寛惇は、羽地仕置について日本文化（大和文化）の学芸、武芸面での奨励と、親方以下上級士族の心得を説いたものとしており、同仕置は薩摩の付庸国下で必然となる薩摩と琉球官僚との交流および相互理解のために大いに奏功した面がある、としている。